# لیک ایوانهو (ویسکانسین)
لیک ایوانهو (به انگلیسی: Lake Ivanhoe) یک منطقهٔ مسکونی در ایالات متحده آمریکا است که در شهرستان والورس، ویسکانسین واقع شده‌است. لیک ایوانهو ۴۳۵ نفر جمعیت دارد و ۲۷۰٫۰۶ متر بالاتر از سطح دریا واقع شده‌است.